# لیروی (ایندیانا)
لیروی (به انگلیسی: Leroy) یک منطقهٔ مسکونی در ایالات متحده آمریکا است که در شهرستان لیک، ایندیانا واقع شده‌است. لیروی ۲۰۷٫۸۸ متر بالاتر از سطح دریا واقع شده‌است.